# Bryopteris filicina
Bryopteris filicina är en bladmossart som först beskrevs av Olof Swartz, och fick sitt nu gällande namn av Christian Gottfried Daniel Nees von Esenbeck. Bryopteris filicina ingår i släktet Bryopteris och familjen Lejeuneaceae. Inga underarter finns listade i Catalogue of Life.